# مكيال مخروطي
المكيال المخروطي هو نوع من الأواني المخبرية على شكل كوب مخروطي مع نتوء في الأعلى للسماح بسهولة سكب السوائل، وعلامات متدرجة على الجانب للسماح بقياس سهل ودقيق لأحجام السائل.
قد تكون المكاييل المخروطية مصنوعة من اللدائن أو الزجاج أو زجاج البوروسليكات، استخدام المكيال المخروطي رهين بالمادة المصنوع منها، فالمرضى يستخدمون المكاييل المخروطية البلاستيكية، والتي يشار إليها عادةً باسم أكواب القياس، لقياس الأدوية السائلة للإعطاء عن طريق الفم. بينما تُستخدم المكاييل المخروطية المصنوعة من الزجاج والبوروسيليكات بشكل شائع في المجال الصيدلي.
المكاييل المخروطية هي العنصر الأكثر استخدامًا من بين الأواني الزجاجية المستخدمة في تحضير الأدوية الخارجية. وهي ليست دقيقة مثل الأسطوانات المتدرجة لقياس السوائل، ولكنها تعوض عن ذلك من حيث سهولة الصب والقدرة على خلط المحاليل داخل المقياس نفسه.
وقد قام أبو الريحان البيروني (973-1048) خلال تجاربه المعملية باخترع المكيال المخروطي، من أجل العثور على النسبة بين وزن المادة في الهواء ووزن الماء المزاح. وقياس دقة أوزان محددة من الأحجار الكريمة والمعادن المقابلة لها، والتي هي قريبة جدا من القياسات الحديثة.